# トリニティ実験
トリニティ実験（トリニティじっけん、英語: Trinity, Trinity test）は、1945年7月16日にアメリカ合衆国で行なわれた人類最初の核実験である。
実験はニューメキシコ州ソコロの南東48 km（北緯33.675度、西経106.475度）の地点で爆縮型プルトニウム原子爆弾を用いて行われ、同型の爆弾「ファットマン」が、後に長崎市へ投下された。この実験による核爆発は、約25キロトン（kt）のTNTの爆発と同規模のものであった。
この核実験をもって、しばしば核の時代の幕開けとされるほか、人工放射性物質の環境への拡散が開始された時として地質年代である人新世の始まりとされることもある。

## 実験までの経緯
核兵器の開発は、1930年代後半の政治潮流と科学の発展に端を発する。この時代にヨーロッパでファシスト政権が誕生したことと、原子の性質に関する新たな発見がなされたこととが一つの流れにまとまり、アメリカ合衆国とイギリスにおいて、原子核分裂反応をエネルギー源とする、強力な兵器を開発する計画が生まれた。
この計画はマンハッタン計画と呼ばれ、最終的には1945年7月に、トリニティ実験場と呼ばれる場所で行なわれた、人類初の核実験と、その数週間後の広島・長崎への原子爆弾投下へとつながった。

### 前史
1939年、ドイツのオットー・ハーンとフリッツ・シュトラスマンが核分裂反応を発見したのち、アメリカとイギリスによって核兵器の実現可能性を調べる研究が開始された。アメリカで1942年12月にプルトニウム239の生産を実証するための黒鉛炉シカゴ・パイル1号が稼働開始すると、研究がアメリカ陸軍の権限の下に委譲されマンハッタン計画となって、本格的に実際の開発が始まった。マンハッタン計画の目的は核兵器の内部で起こる核分裂連鎖反応の源となる核分裂性物質を開発することと、核兵器自体の設計であった。この計画はニューメキシコ州のロスアラモス研究所を中心とした各地の施設で最高機密として進められた。

マンハッタン計画で研究された2つのタイプの原子爆弾の動作原理。爆縮型（図下）は複雑な動作をするため、実戦での使用の前に試験を行なう必要があると考えられた。

1944年1月から1945年7月にかけて、核物質を生産する大規模な工場が稼動を続け、ここで生産された核物質が核兵器の特徴を決めるために用いられた。爆弾の設計で生じた問題について様々な角度から取り組むために多面的な研究体制がとられた。研究の初期には試験プラントや研究所の加速器で作られたごく微量のウラン235（濃縮ウラン）やプルトニウムを使って、兵器の設計に関する決定が行なわれた。これらの初期の研究から、核分裂性物質の小片を別の小片に撃ち込んで全体が臨界質量となるようにすれば、爆弾を作るのは容易であると考えられた。

### 爆縮方式
ウラン235の濃縮による生産は、当時の技術では非常に困難であることが明らかになったが、プルトニウムは専用に作られた原子炉の副産物として得られるため、生産は比較的容易だった。このような原子炉は1942年になってようやくエンリコ・フェルミによって開発された。しかしこのような原子炉で作られる「原子炉級」プルトニウムは、サイクロトロンで作られるプルトニウムに比べて、純度がかなり低いものだった。
原子炉級プルトニウムに、こうした別のプルトニウム同位体が含まれているということは、単純なガンタイプの爆弾（Mark 2）ではうまく作動しないことを意味する。すなわちこれらの同位体が放出する余計な中性子によって爆弾が早期爆発（pre-detonate）してしまい、出力が大きく損なわれてしまう。1942年にこの問題が明らかになると、プルトニウム爆弾は再設計を迫られ、その結果、球形のプルトニウム・コアを通常爆薬によって圧縮し、プルトニウムの密度を上げて臨界に到達させるという爆縮（implosion）のアイデアが生まれた。
そこで問題は、プルトニウムの球体を全ての表面から正確に等しい圧力で、均等に圧縮するような仕掛けを作り出すことに移った。圧縮力に少しでも偏位があると、大事なプルトニウムが爆弾の外に放り出されてしまい、大規模な爆発を起こさず不発に終わってしまう。当時存在した技術で完璧な圧縮を実現するために、この「爆縮レンズ」を作り出すのは困難を伴ったため、マンハッタン計画の軍の最高責任者であったレズリー・グローヴズと、科学部門の責任者であったロバート・オッペンハイマーは、この爆弾を実戦で十分な信頼性を持って使用するためには、この起爆機構の実験を行なう必要があると考えた。爆縮の見通しがたった1945年2月頃までに、実験の実施が7月に設定された。

## 名称の起源
実験にはコード名が必要とされ、ロスアラモス研究所長のロバート・オッペンハイマーが「トリニティ」という名を選択した。一般にキリスト教における三位一体説を意味するその名称の正確な由来は不明だが、オッペンハイマーがジョン・ダンの詩から引用したものとしばしば言われている。オッペンハイマーは、かつて交際していたジーン・タットロックを通じてダンの作品に触れたが、彼女は1944年7月に自殺している。
1962年にレズリー・グローヴスは、オッペンハイマー宛の手紙で、実験の名前の由来について、「トリニティ」という名前はアメリカ西部の川や山の名前としてよくあるものだったため、実験が世間の注意を引かないように、この名前を選んだのではないかと尋ねた。これに対してオッペンハイマーは次のように答えている。
オッペンハイマーは、続けてこう記している。
一方、オッペンハイマーのあやふやな回答に対して、オッペンハイマーがサンスクリット語に親しんでいたことから、トリニティはキリスト教の三位一体ではなく、ヒンドゥー教の三神一体（トリムールティ）、すなわちヒンドゥーの創造の神ブラフマー、維持の神ヴィシュヌ、破壊の神シヴァがひとつのものの3つの現われを示しているとする概念から来たとする推測もなされている。オッペンハイマーの伝記を著した歴史学者マーティン・シャーウィンらも、オッペンハイマーが挙げたダンの詩はそれを連想させるものだとしている。

## 実験計画
実験の計画自体は爆発物の専門家ジョージ・キスチャコフスキーの下で働いていたハーバード大学の実験物理学者ケネス・ベインブリッジによって起案された。この実験で爆発させる核兵器の威力は未知だったが、にもかかわらず実験の結果については秘密が保障されるような適切な場所を実験場として選ぶ必要があった。また、実験のデータを取得するために適切な実験装置を設置したり、未知の威力と大きな危険を伴うこの実験の参加者の安全を守るための安全指針も策定する必要があった。この実験の公式写真家とされたバーリン・ブリックスナーはこの爆発をフィルムに捉えるために何十台ものカメラを設置した。

### 実験場

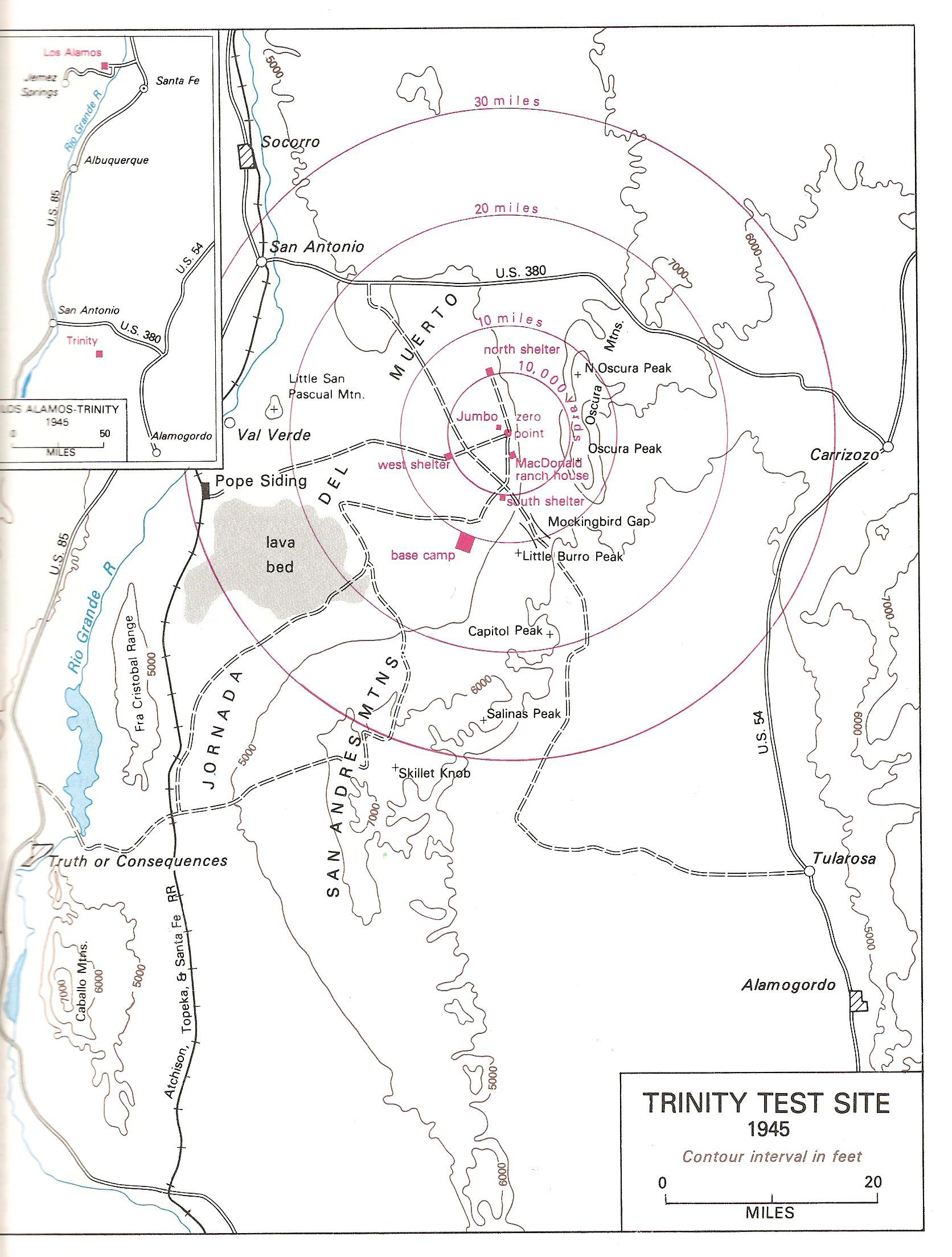
トリニティ実験場周辺の地図（1945年当時）

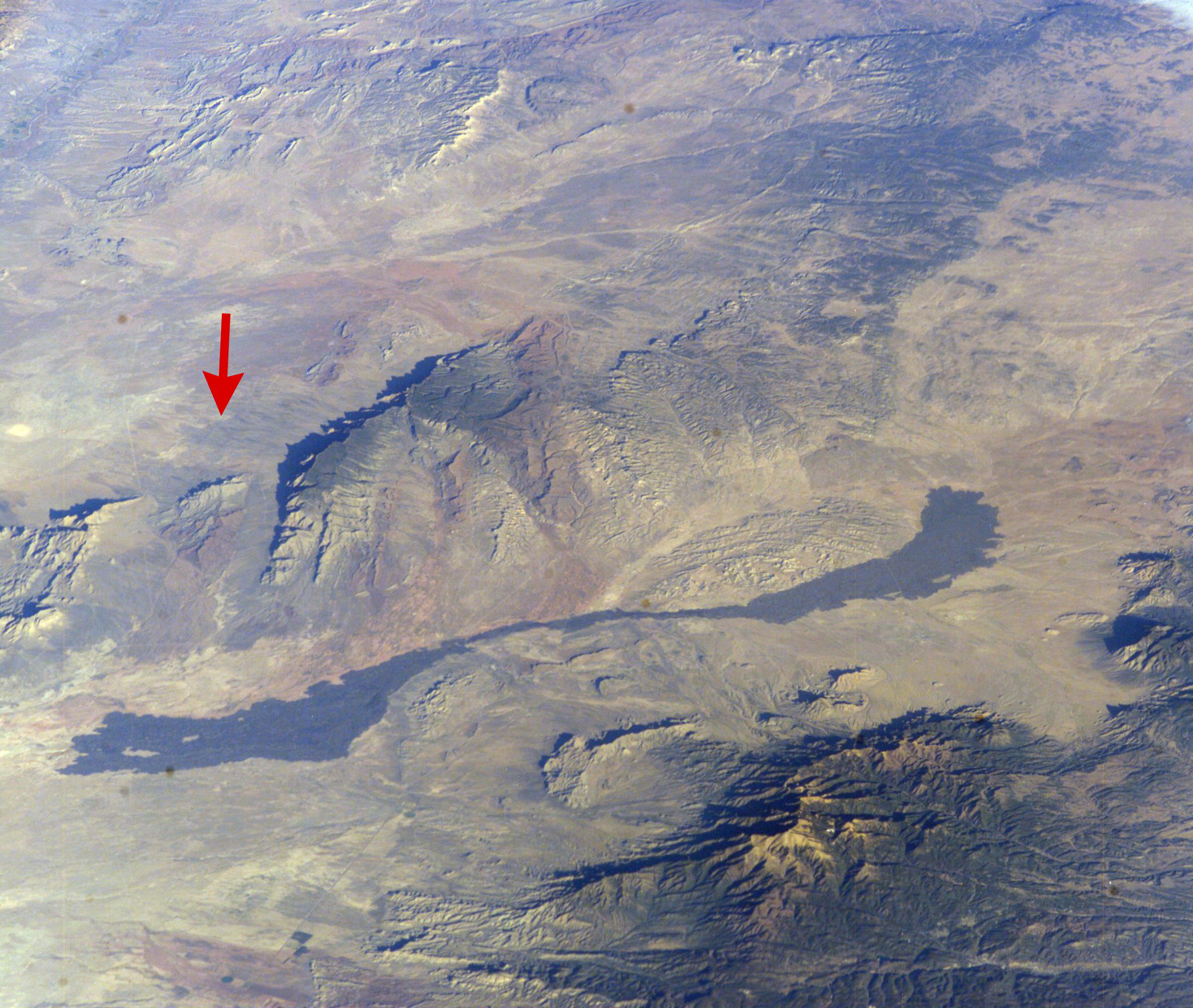
トリニティ実験場（赤色の矢印）

往来の便宜からロスアラモスから遠過ぎず、かつ、関連を疑われないよう近過ぎもしないという条件の元、カリフォルニア州からテキサス州までの8つの候補の中から、ベインブリッジらの現地調査の末、ニューメキシコ州中南部の砂漠地帯ホルナダ・デル・ムエルト（Jornada del Muerto、スペイン語で「死者の旅〔一日・道のり〕」の意）が選び出された。そこは数年前に軍に借り上げられていたマクドナルド家の広大な放牧場の一角で、現在ホワイトサンズミサイル射場となっているアラモゴード爆撃試験場の一部であった。実験場の位置は爆撃試験場の北端（北緯33.675度、西経106.4756度）で、アメリカ合衆国南西部のニューメキシコ州カリゾゾとソコロの中間に位置する。

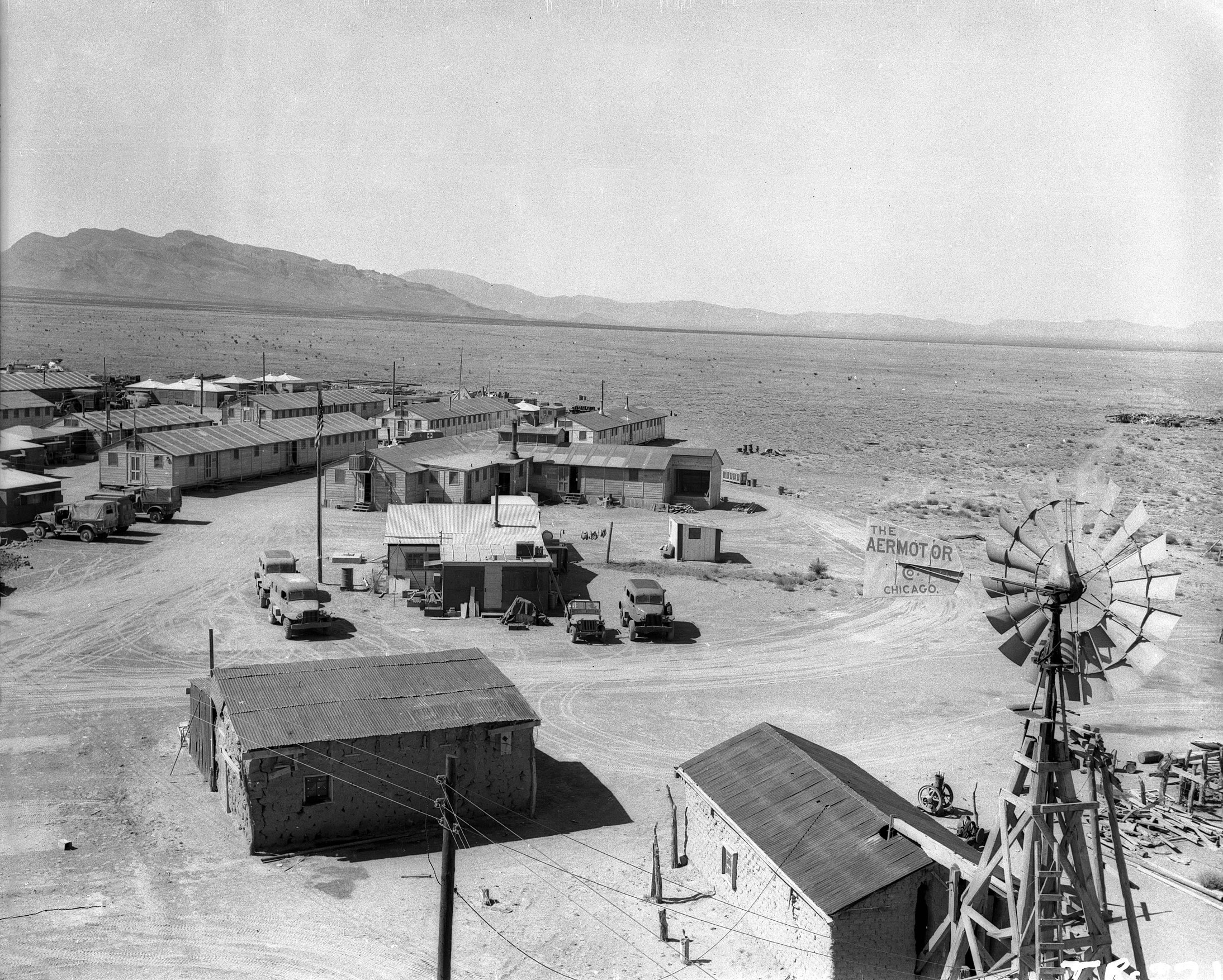
ベースキャンプ。手前に見える2棟と風車ポンプはデイヴィッド・マクドナルドの牧場。

グラウンド・ゼロとして設定された地点から、およそ北・西・南方向にそれぞれ1万ヤード（約9 km）離れた地点に待避壕が掘られ、これらはそれぞれN-10000、W-10000、S-10000と呼ばれた。待避壕の天井はコンクリートの厚板で覆われ、角材で支えられていた。このうちS-10000が司令センターとされた。また、S-10000からさらに南に5マイル (8 km) 離れたところにベースキャンプが設けられ、グラウンド・ゼロから北西20マイル (32 km) 離れたコンパニーア (Compañia) という名の丘には要人用の視察地が設けられた。後にはグラウンド・ゼロへの資材の運搬のためだけに40 km におよぶ舗装道路が作られた。

### 実験の準備
各待避壕での撮影のほか、地震計、地中聴音機 (geophone)、電離箱、分光計など多種の計測機器が備えられ、特に爆縮の効率の測定が計測の主眼に置かれた。建築物への被害を知るために等寸大の家屋を建てることはグローヴズによって拒否された。計測機器の較正を行なうため、5月7日に108トンのTNTを使って予備の爆発実験が行なわれた（この時以来、核爆発の出力はTNT換算のトン数を単位として表されるようになった）。
本番の実験で高い位置に原子爆弾を配置するために、高さ30メートル (m) の鋼鉄製の爆発実験塔が建設された。これは、空中で爆発させれば（爆発の衝撃波が球面状に膨張するために）目標に直接与えるエネルギー量を最大化でき、爆発後に放射性降下物に変わる粉塵の巻き上げが地表で爆発させるよりも少なく抑えられるためで、これらに加えて航空機から爆弾を投下した際にどのようになるかをより良く示すだろうと考えられたためである。

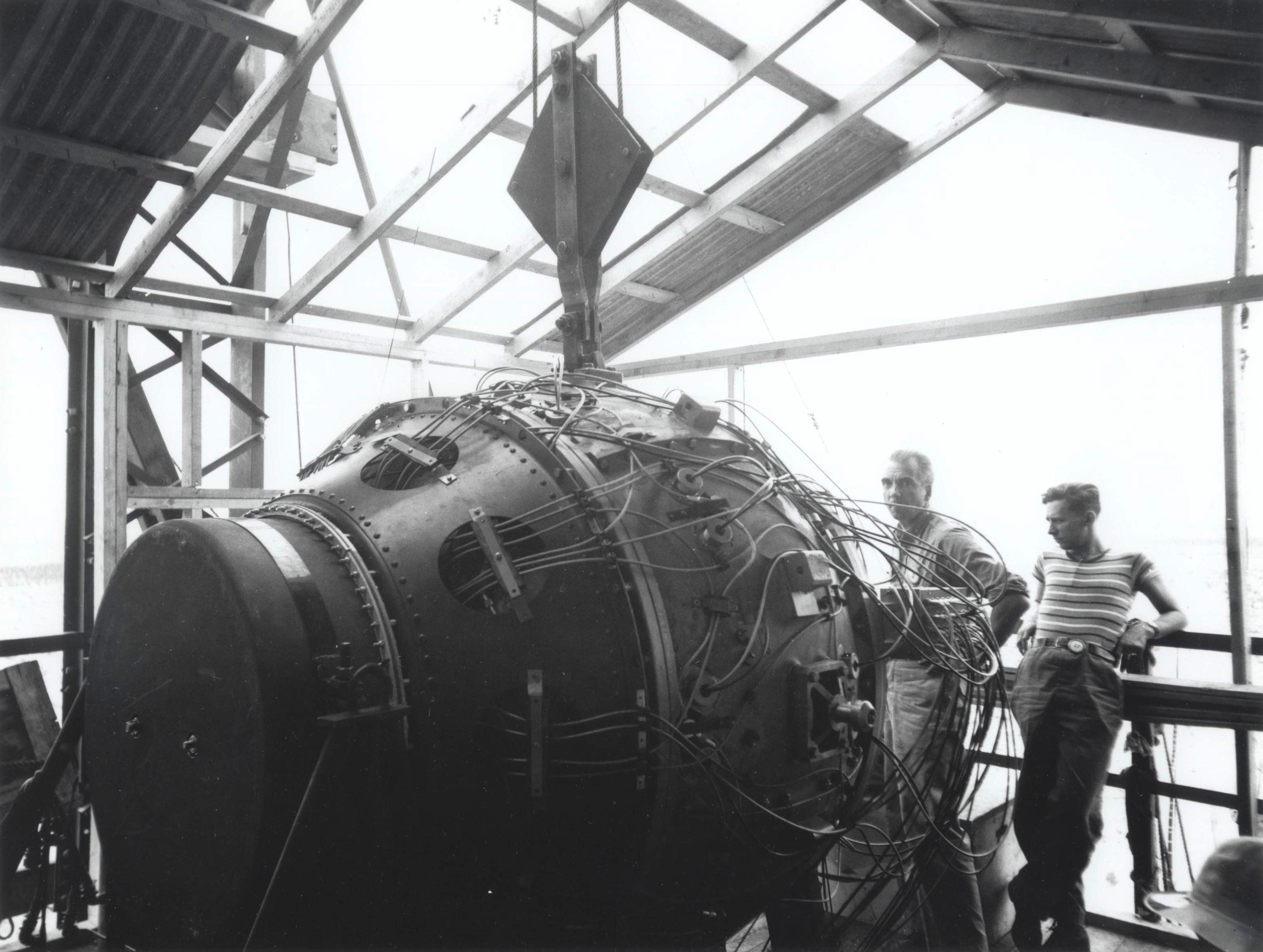
組立が完了して実験を待つガジェット

7月12日に実験場があったマクドナルド牧場の家屋に資材が到着し、ここでプルトニウムのコアを内蔵した核爆弾（ガジェットというニックネームが付けられていた）の組立てが行なわれることとなった。組立ては7月13日に完了し、翌日に実験塔の上部へ引き揚げられた。

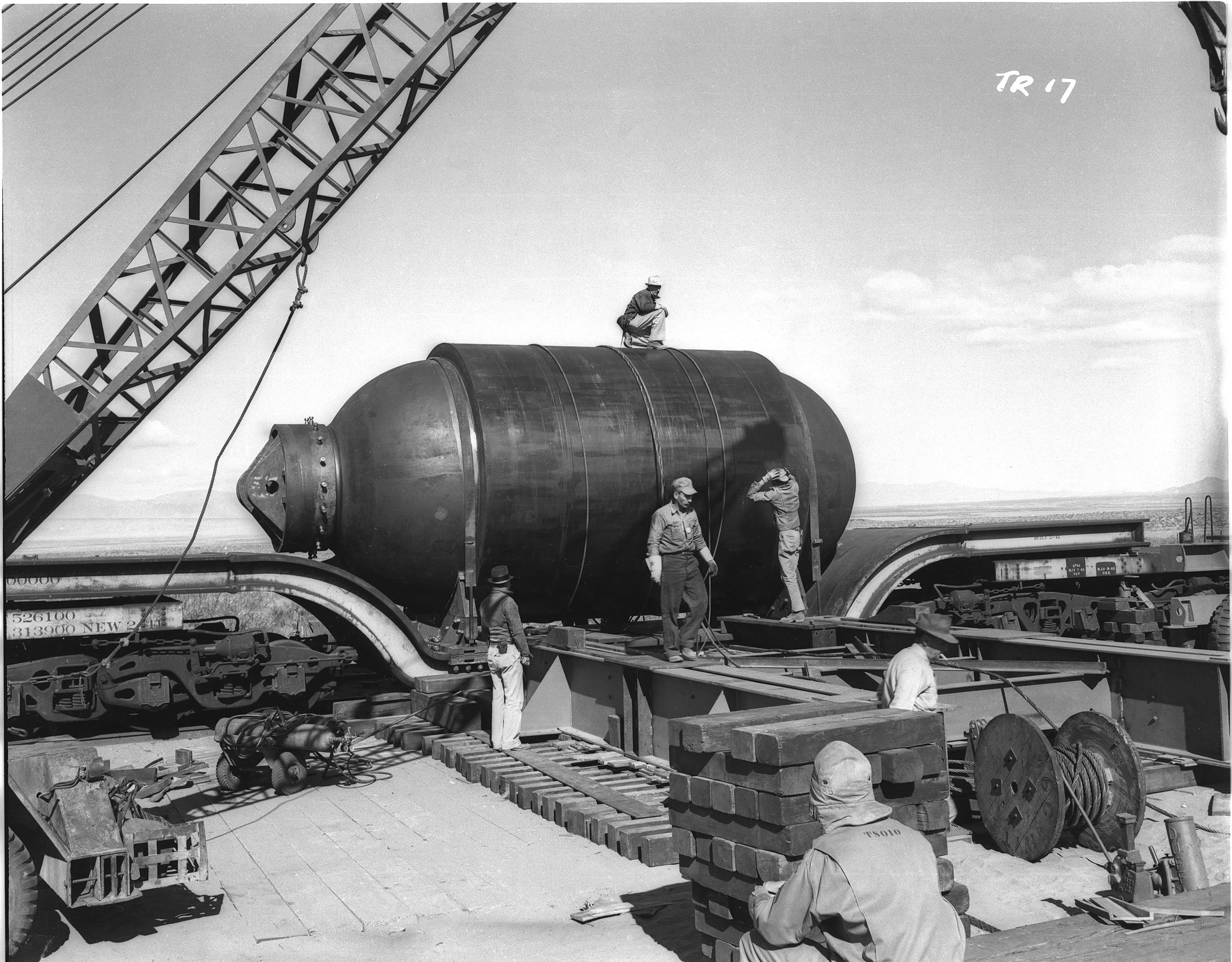
用意されたジャンボ

万一実験が失敗した際に貴重なプルトニウムを回収するため、グローヴズ将軍の命令でジャンボというコードネームで呼ばれる巨大な鋼鉄製の容器が用意されていた。ジャンボは240 tの重量を持ち、当初の計画ではこの中にプルトニウムと通常爆薬5 tからなる起爆装置を置いて爆発させることになっていた。爆縮が成功してプルトニウムの連鎖反応が起これば、ジャンボは蒸発して消滅する。連鎖反応が失敗に終わった場合には、ジャンボの内部で爆発が留まるため、貴重なプルトニウムが飛散するのを防ぐことができる。ジャンボは多額の費用をかけてペンシルベニア州ピッツバーグで製造され、鉄道で実験場まで運ばれた。しかしジャンボが実験場に到着する頃には、爆縮機構について研究者たちは強い信頼を持てるようになっていたため、本番の実験にジャンボを使わないことになった。その代わりにジャンボは、ガジェットから730 m離れた位置にある別の鉄塔に引き揚げられ破壊力を観察する試料とされた。この距離は爆弾の威力を概算した結果決められた。最終的にガジェットの爆発によってジャンボは破壊されずに残ったが、ジャンボを支える鉄塔は倒壊した。

### 科学者間の賭け

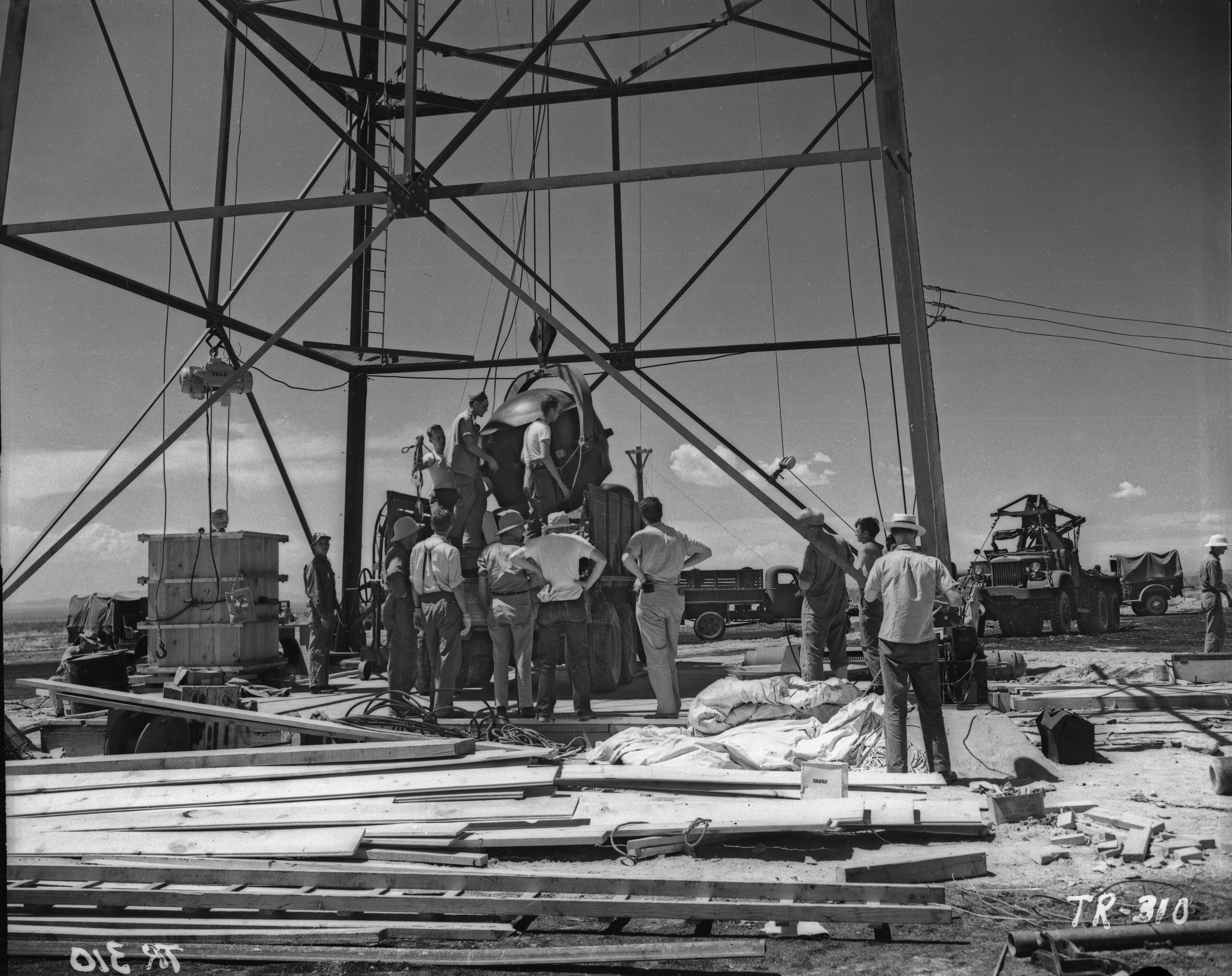
最終組立のために実験塔の最上部へ運び上げられる「ガジェット」

トリニティ実験の結果を観察する研究者たちの間では爆発の大きさについての賭けが行なわれた。予想には「0」すなわち不発というものから「TNT換算で18 kt」（イジドール・ラービによる予想）、「ニューメキシコ州を破壊」、さらに「大気が発火して地球全体が焼き尽くされる」というものまであった。
大気が発火する、あるいは、大気に点火するとしばしば表現されるこの最後の可能性は、実際には窒素原子核同士の核融合反応の熱核暴走 (thermonuclear runaway) を意味しており、1942年にその可能性についてエドワード・テラーが提起し、しばし科学者間の話題となっていたものであった。ハンス・ベーテの計算で幸いにもその予想については除外できることが分かっていたが、研究者の中にはしばらくの間これを心配する者もいた。フェルミが皮肉ってこの大気の点火の可能性についての賭けを持ちかけたのだった。グローヴズはそれを少し苛立たしいと感じるだけだったが、ベインブリッジはその「思慮を欠く強がり」が専門知識のない兵士たちを無用に怖がらせるとして激怒した。
結果的にはラービが賭けに勝つこととなった。なお、テラーは、破壊力の小ささに落胆し「こんなちっぽけなものなのか」と漏らしたという。テラーは後に原爆によって「点火」する核融合を用いた更に強力な水素爆弾の開発を主導することになった。

## 爆発

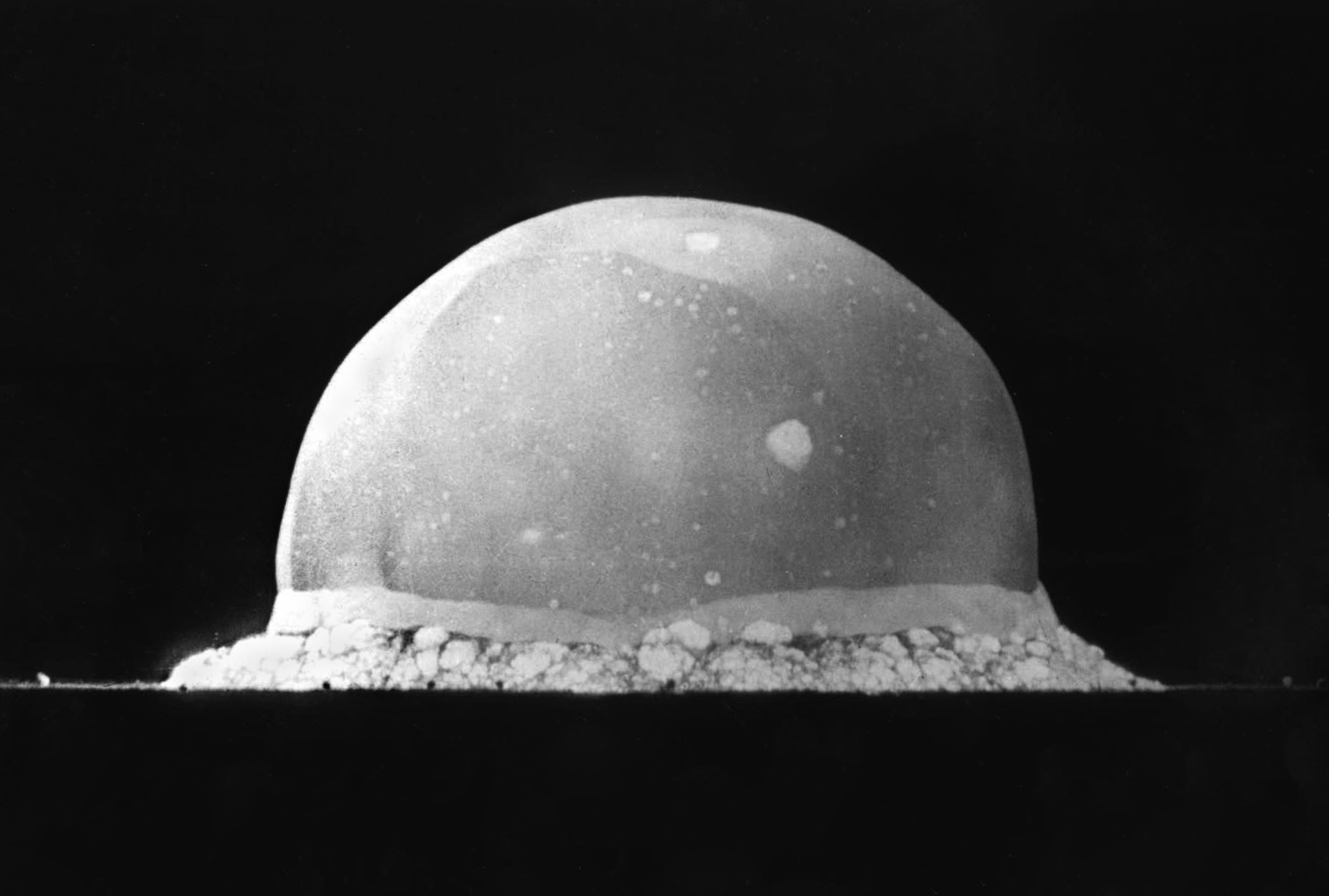
ハイスピードカメラによって撮影された、ガジェットの爆発から0.016秒後の火球（サイズは約200 m幅）。地平線に沿った黒点は樹木。
（バーリン・ブリクスナー撮影）

### 天候による延期
ポツダム会談の予定と相まって実験の予定日の決定には政治的思惑が大きく絡んでいたものの、そこには天候という懸案事項が立ちはだかっていた。天候の判断に責任を持つ気象学者ジャック・ハバード (John [Jack] M. Hubbard) は何日も前から当日の天候の悪化を予測し心配していた。グローヴズによる7月16日という予定日の決定を聞いたハバードは日誌に「雷雨のまっただ中だ。いったい、どこのクソ野郎がこんなことをした？」と乱暴に書きなぐっているが、彼に予定を変更させる力はなかった。
実験の実施は午前4時（現地時間）に予定されていたが、実験の各部門の責任者らにより前日の午後に天候に関する話し合いが行われ、再びハバードは予測の悪さを指摘して、当日の午前2時に再度集まり最終判断を下すこととなった。しかし午前2時に司令センターのS-10000待避壕ははげしい雷雨に襲われていた。嵐の中、ラービは「塔にあるこの物体が誤って起動するのではないかと本当に怖かった」と述懐している。雨天の下では放射線や放射性降下物の危険が非常に大きくなることも予想された。ハバードは夜明けには天候は和らぎ、5時から6時の間には実行できるのではないかと予測した。午前4時の予定が5時30分へ変更されたとき、いらだったグローヴズは「ちゃんとやれ、でなきゃ縛り首にしてやる」とハバードをののしった。

### 実験実施
7月16日午前4時45分になって予測通り気象情報が好転し、午前5時10分に20分前の秒読みが開始された。南に 9 km ほど離れた司令センターS-10000待避壕には、ロバート・オッペンハイマーと弟のフランク、計画の副官のトーマス・ファレル准将などがいた。グラウンド・ゼロで最終接続を行ったベインブリッジとキスチャコフスキーは5時ごろにS-10000に到着した。グローヴズ少将は万一のときの共倒れを防ぐためとしてS-10000からさらに南西に離れたベースキャンプから実験を見守った。ロスアラモスからバスや車を連ね駆けつけた科学者らその他の見学者は北西約 32 km のコンパニーア・ヒルにおり、それ以外にも様々な距離に陣取った人々がいた。最終秒読みは物理学者のサミュエル・アリソンによって読み上げられた。
現地時間（山岳部戦時標準時）の5時29分45秒に爆弾は爆発した。爆発の規模は、TNT換算でおよそ 25 kt に相当するものであった。爆発の瞬間、実験場を取り囲む山々は1秒から2秒の間、昼間よりも明るく照らされ、爆発の熱はベースキャンプの位置でもオーブンと同じくらいの温度に感じられたと報告されている。観察された爆発の光の色は紫から緑、そして最後には白色へと変わった。物理学者のリチャード・ファインマンは、自分は支給された遮光ガラスを使わずに爆発を見た唯一の人間だと書いている。彼は有害な紫外線を遮断するために、トラックの風防ガラス越しに爆発を観察した。衝撃波による大音響が観察者の元に届くまでには40秒かかった。爆発の衝撃波は100マイル (160 km)離れた地点でも感じることができ、キノコ雲は高度12 kmに達した。フェルミは爆風がたどり着く前後に背の高さから紙片を順次落とし、その移動距離をあらかじめの計算値と較べて爆発の威力を見積もろうとした。その結果はTNT換算 10 kt というものであった。
オッペンハイマーは、この爆発を目の当たりにして、ヒンドゥー教の詩篇『バガヴァッド・ギーター』の我は死なり、世界の破壊者なりの一節が心に浮かんだ、と後に述べている。実験責任者のケネス・ベインブリッジはオッペンハイマーに対して、「これで俺たちはみなクソ野郎だな（Now we are all sons of bitches.）」と言った。オッペンハイマーの弟のフランクによれば、兄が何と言ったのか覚えていないとしつつ自分たち二人は爆発の瞬間「上手くいったな（It worked.）」とだけ言ったと思うとしている。

### 爆心地

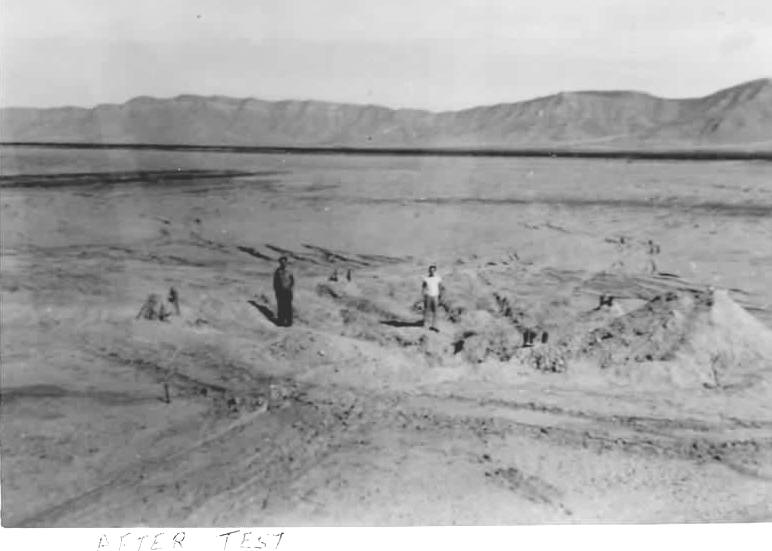
実験後の爆心地

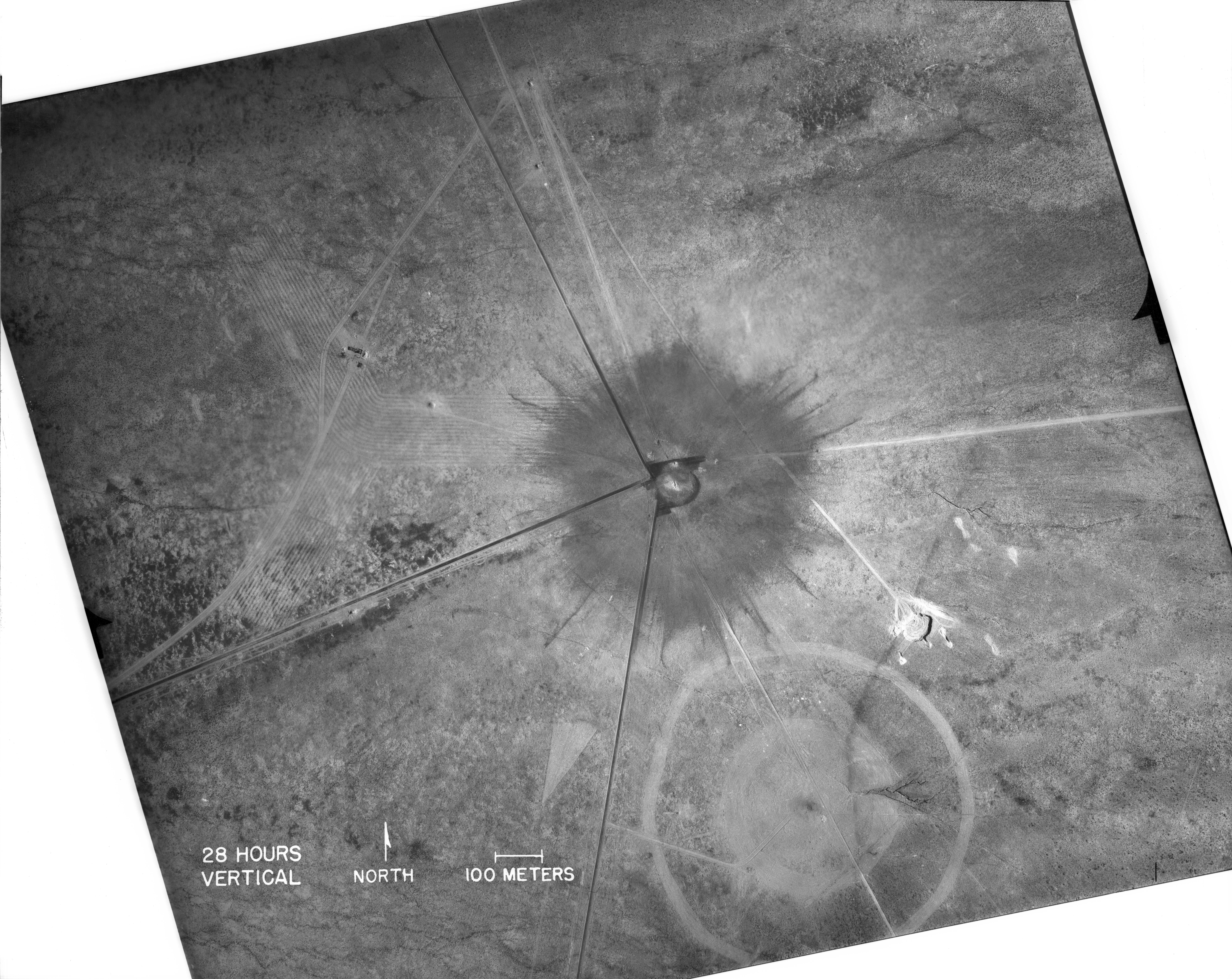
実験直後のトリニティクレーターの航空写真。画面右下（南東）の角に見える小さなクレーターは TNT約 100 tを用いた予備実験でできたクレーター

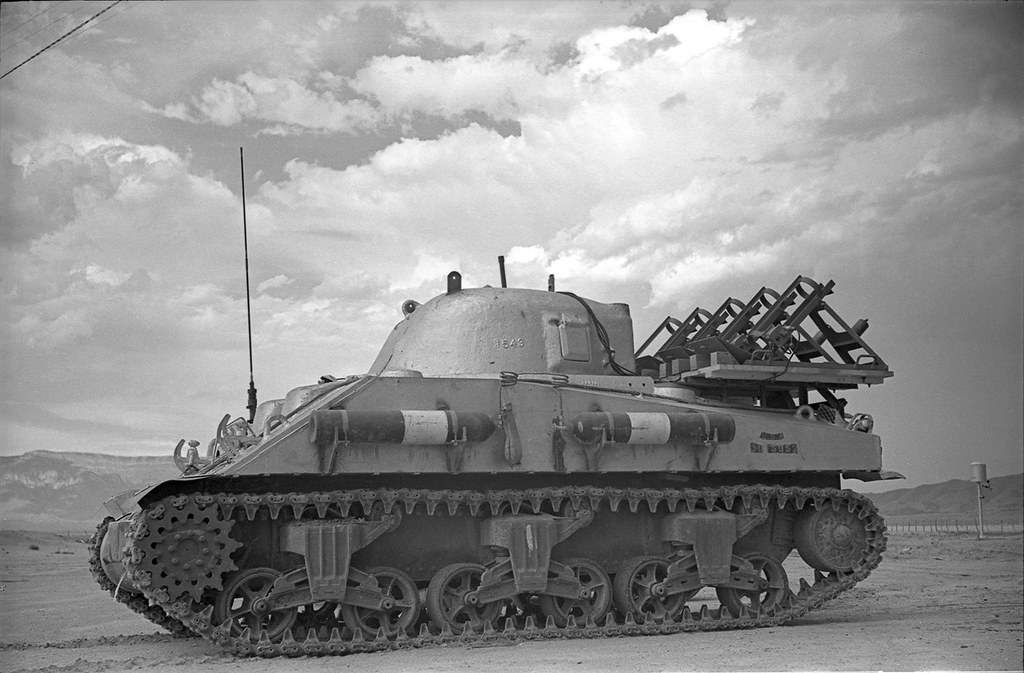
鉛で内張りしたシャーマン戦車。爆発の数時間後、爆心地へと向かった。

爆縮が成功したかその効率を測定するためには、爆発後に爆心地に近づき、プルトニウムと核分裂生成物の比率を比較するための土壌サンプルを収集する必要があった。フェルミはケーブルを繋いだロケットでサンプルを収集する方法を考案し、鉛で内張りした戦車に発射台を備え付け、さらにもう一両救出用の戦車を同行させることにした。午前中遅くに戦車2両でフェルミとハーバート・アンダーソン (Herbert L. Anderson) らが爆心地へと向かった。しかしランチャーを備えたフェルミの戦車は1マイルほど行っただけで故障した。フェルミはやむなく歩いて引き返し、アンダーソンらの乗った1両のみが爆心地へ向かう羽目となった。
この爆発で砂漠の爆心地では、塔が跡形もなく消え深さ3 m、直径330 mのクレーターが残されていた。アンダーソンらは代わる代わる戦車でクレーター内に入り、戦車の底に開けた穴からサンプルを収集した。同行したダラー・ネーゲル (Darragh Nagel) は戦車の立ち往生の危険は避けられたものの、それでも乗員全員がかなりの被曝をしたと報告している。
クレーターの内部では、主にケイ酸塩でできている砂漠の砂は融解して、明るい緑色でわずかに放射能を帯びたガラスに変化した。この物質はトリニタイトと命名された。トリニタイトは熱で融解した長石と石英からなる。クレーターは実験後間もなく埋められた。

### 実験区域外での状況
当時のニュースでは、実験場から150マイル (240 km)西にいた森林警備隊員が「閃光の後に爆発音と黒い煙を見た」という証言を報じている。また実験場から北に150マイル (240 km)離れた場所にいた住民は「爆発で空が太陽のように明るくなった」と述べた。その他の報告では、200マイル (320 km)離れた場所でも窓がガタガタと鳴り、爆発音が聞こえたと言われている。実験後、アラモゴード航空基地は「遠隔地の火薬庫が爆発したが、死者・負傷者は出なかった」という50語からなるプレスリリースを発表した。実際の爆発の原因は8月6日に広島市に原子爆弾が投下されるまで公表されなかった。マンハッタン計画の公式ジャーナリストであるウィリアム・L・ローレンスは、緊急時に発表できるように、事前に複数のプレスリリースをファイルしてニューヨーク・タイムズの自分のオフィスに置いていた。この原稿の中には、実験の成功を伝えるもの（これが実際に使われた）から、たった一度の異常な事故でなぜ研究者全員が死んでしまったかを説明するという恐ろしいものまで用意されていた。
トリニティ実験では約260名の人員が参加していたが、爆心地から9 km以内に近づいた者はいなかった。1946年に行なわれた一連の核実験であるクロスロード作戦では40,000人以上が参加している。

## 実験後の影響

### ポツダム会談
実験の結果はハリー・S・トルーマン大統領の下に伝えられ、実験の直後に始まったポツダム会談でソビエト連邦との交渉のカードとして使われた。トルーマンとチャーチル英首相は実験の成功をさりげなくスターリンに伝えることが賢明だとして合意した。実験から8日後、会議の休憩中にトルーマンはアメリカ側の通訳を付けずにスターリンの元へと歩いていき、「我々には異常な破壊力をもつ新兵器がある」と告げた。スターリンは特別な関心を示さず「日本に対してうまく利用する」ことを望むと答え、すぐに会話は終了した。スターリンは、トルーマンにも遠目に注意深く見ていたチャーチルにもスターリンがその重要性をわかっていないのだと印象付けることにまんまと成功した。会議に参加していたソ連のジューコフ元帥は、スターリンが宿舎に戻りモロトフ外相に会話を報告した様子を回想録に記している。モロトフは「彼らにそうさせてください。〔ソ連で原爆開発を行っていた科学者のリーダーである〕クルチャトフと話しあってスピードアップさせなければなりません」と応じた。
トルーマンはスターリンが特に反応を示さなかったことにいささかショックを受けた。しかし、スターリンは既にマンハッタン計画や原爆、さらにトリニティ実験についても諜報員（詳細はソ連の諜報活動およびジョルジュ・コワリも参照）を通じて知らされており、またアメリカ国内の核独占を危険視する科学者らの協力によって技術情報を入手して（ヴェノナ・プロジェクトおよびローゼンバーグ事件も参照）、既に1943年には原爆開発計画を開始させていた。ソ連は1949年に核実験（RDS-1）に成功し、フランク・レポートなどでアメリカの一部の科学者が懸念していた通り、アメリカの核兵器の独占状態は数年と続かなかった。

### 日本への原爆投下
トリニティ実験の成功に続いて、日本（アメリカ、ドイツと同じく原子爆弾の研究、開発が行われていた）に対して使用するために2発の原子爆弾が準備された。8月6日に日本の広島市に投下された1発目の爆弾は「リトルボーイ」というコードネームで呼ばれ、核分裂物質としてウラン235が使われていた。ガンバレル型と呼ばれるこのタイプの原子爆弾は実験を行なっていなかったが、爆縮型の原爆に比べて構造がはるかに単純なため、ほぼ間違いなく正常に作動することが予想された。それ以前にウラン235は、この時点で爆弾1発分しか生産できていなかったため、いずれにせよ、投下前に実験を行なうことはできなかった。作動が容易な反面、不慮の爆発を防ぐ安全策を取る事が困難であり、大量のウラン235の調達が必要だった事もあり、以後この方式は廃れていった。
8月9日に長崎市に投下された2発目の爆弾は「ファットマン」というコードネームで呼ばれ、トリニティ実験でテストされたのと同じ爆縮型タイプのプルトニウム爆弾だった。以後の原爆はこの方式が主流となっている。
広島と長崎への原子爆弾投下によって少なくとも12万人以上の人々が即死し、その後も時とともに多くの人々が犠牲となった。非戦闘員の無差別虐殺であるという主張や、これによって、日本本土への上陸攻撃で10万人を超える連合軍将兵、そしてそれをはるかに超える日本人将兵と民間人の犠牲者が予想されたダウンフォール作戦の決行を逃れ、長期的に見ればより日米、また英中ロなど多くの人命を救う結果となったという主張も存在する（原子爆弾投下に関する歴史的疑問やこれを取り巻く議論については「日本への原子爆弾投下#評価・歴史認識」を参照のこと）。

### 実験の公表

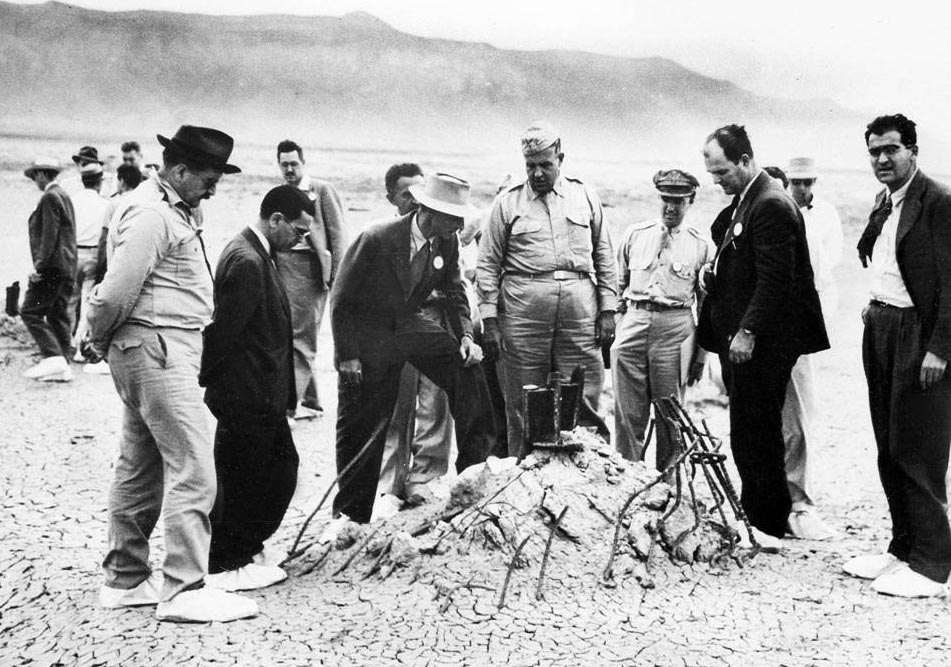
実験の数週間後に実験塔の跡地に立つレズリー・グローヴス少将（中央右、軍服姿の人物）やロバート・オッペンハイマー（中央の帽子の人物）

トリニティ実験についての情報は、広島への原爆投下の後間もなく公表された。1945年8月12日に発表されたスマイス・リポートには、この爆発実験に関するいくつかの情報が書かれており、この文書のハードカバー版はプリンストン大学出版会から数週間後に出版された。この中には有名なトリニティ実験の泡状の火の玉を写した写真が掲載されている。
戦後間もなく、オッペンハイマーとグローヴズが実験塔の残骸のそばでポーズを取る写真が撮影された。この年、この写真はいわゆる「核の時代 (atomic age)」の始まりを告げる顕著な象徴となり、トリニティ実験は大衆文化の中でも取り上げられるようになった。

## 実験場跡地

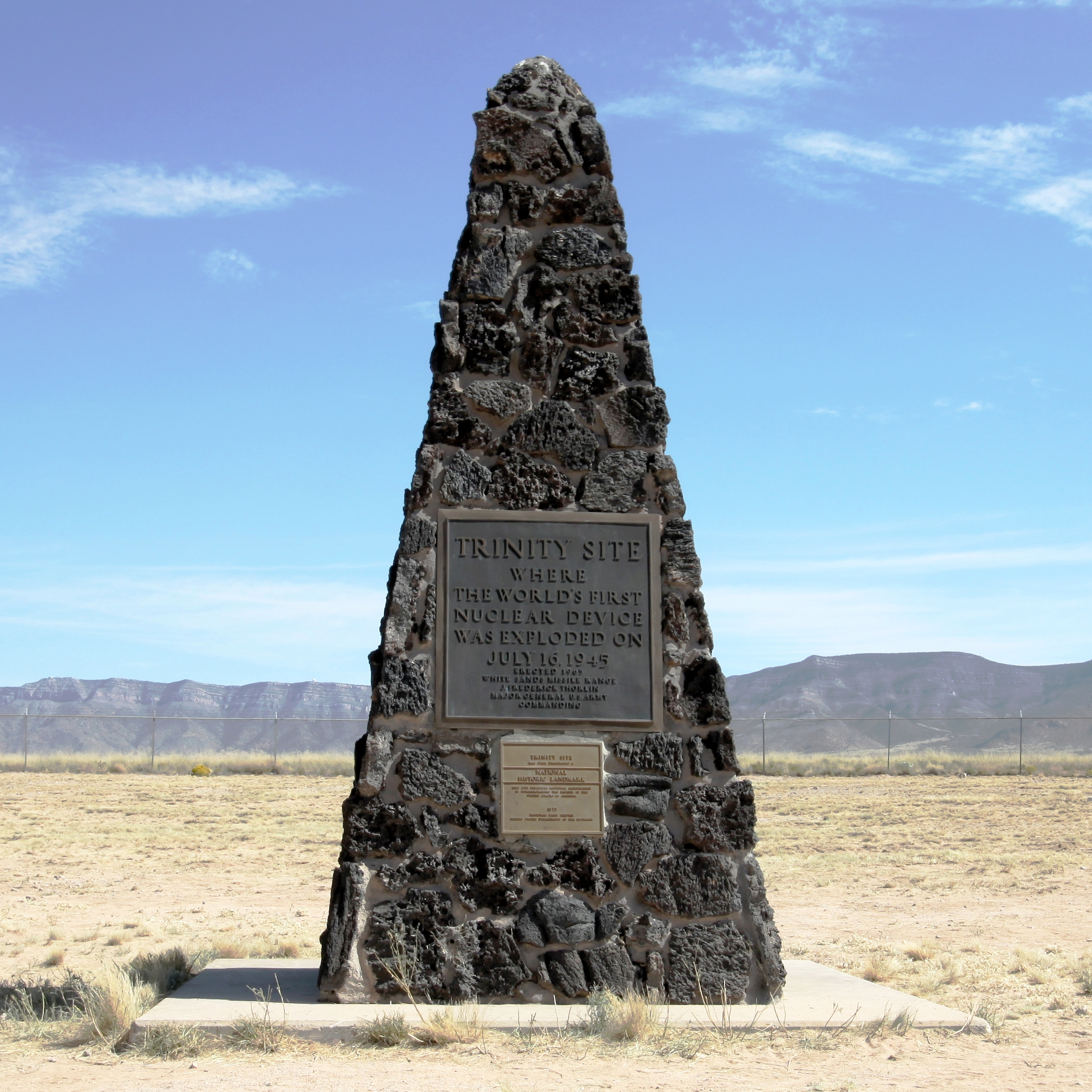
トリニティ実験の跡地に立つ記念碑

実験場は居住地からの距離が十分ではないという理由で、その後の核実験に再び用いられることはなかった。1952年に実験場は整地され、跡地に残されていたトリニタイトは廃棄された。1965年12月21日にトリニティ実験場はアメリカ国定歴史建造物（National Historic Landmark）に指定され、1966年10月15日には国定史跡（National Register of Historic Places）にも指定された。
実験場を含む土地を、意志に反して安い賃貸料で立ち退いた牧場主のデイヴィッド・マクドナルドは、戦後、土地の返還を求めた。しかし1970年代に返還しないと軍が回答したため、武装占拠すら含む抗議行動を行い40年に及ぶ裁判を戦った。最終的に賠償金を手にすることができたがマクドナルド家に土地が戻ってくることはなかった。デイヴィッドの家は実験のベースキャンプの位置にあった。デイヴィッドの兄弟であるジョージ・マクドナルドの家が爆弾の組み立てに使われ、爆心地からはおよそ2マイル（約3 km）の距離にあった。爆発によって窓はほとんど吹き飛んだが建物は残り、80年代まで放置されていた。その後、1945年当時の様子を再現するように修復され、現在ではマクドナルド・ランチ・ハウス (McDonald Ranch House) の名で知られる。
実験から50年以上が経過した2003年現在でも実験場跡地では通常環境の約10倍というわずかな残存放射線が検出される。アメリカ陸軍当局は、トリニティ実験場に1時間滞在する間に浴びる放射線の量は食物を摂取したり日光を浴びたりする際に受ける放射線量よりもずっと少ないとしている。実験場に建てられている高さ約3.65 mの溶岩でできた記念碑は爆発の中心地表を示している。この近くには「ジャンボ」も、翌1946年に爆破により両端を吹き飛ばして中空になった状態で残されている。
トリニティ実験場は現在も「核ツアー (atomic tourism)」の客たちにかなり人気の目的地となっているが、実験場跡が開放されるのは年に2回、4月と10月の第1土曜日のみである。2005年7月16日にはトリニティ実験60周年を祝う特別ツアーが企画され、数百人（報道によっては数千人）の訪問者がこの記念日を祝うために集まった。

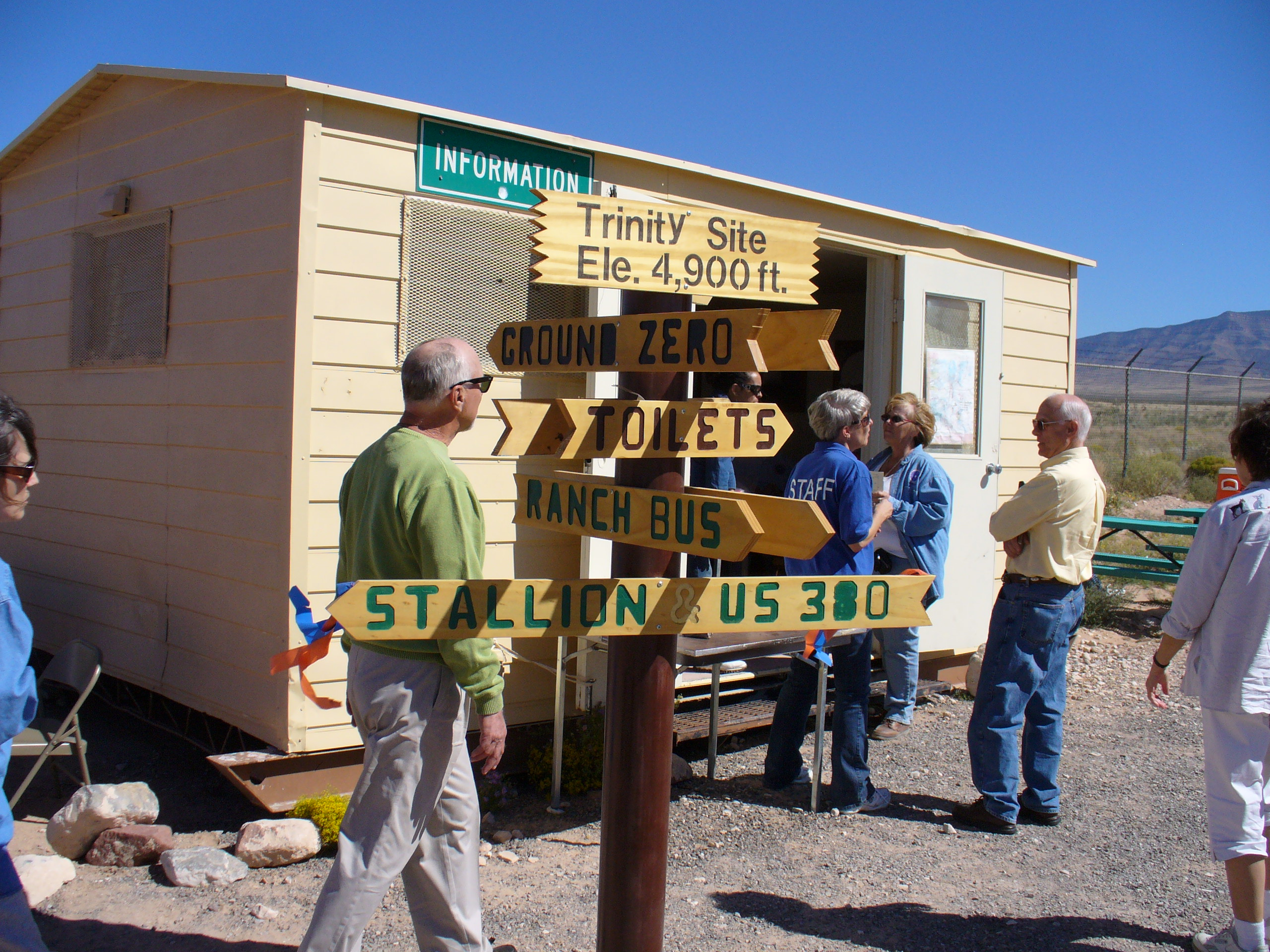
グラウンド・ゼロ等の方向を示す道標
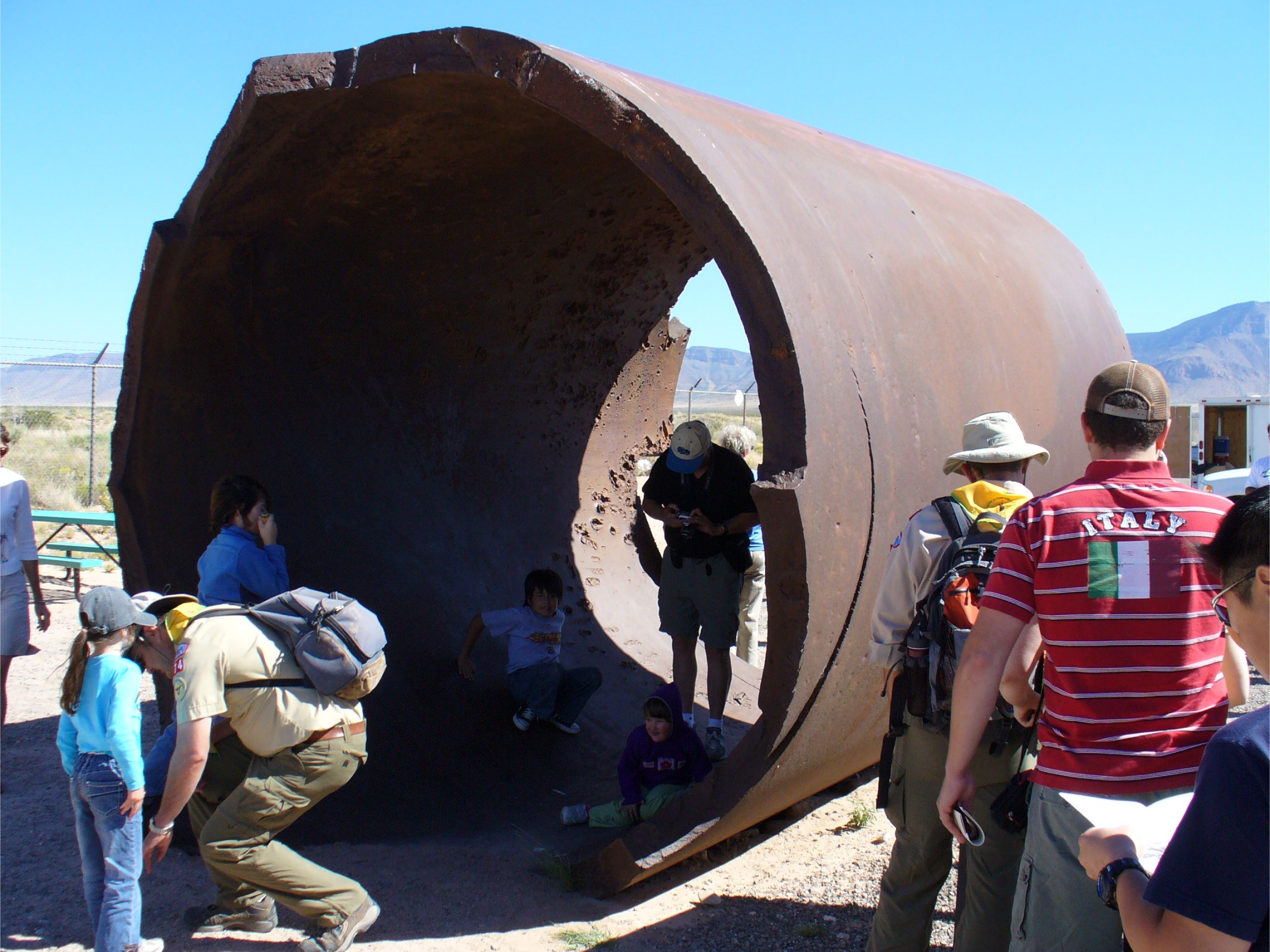
両端を吹き飛ばされたジャンボ
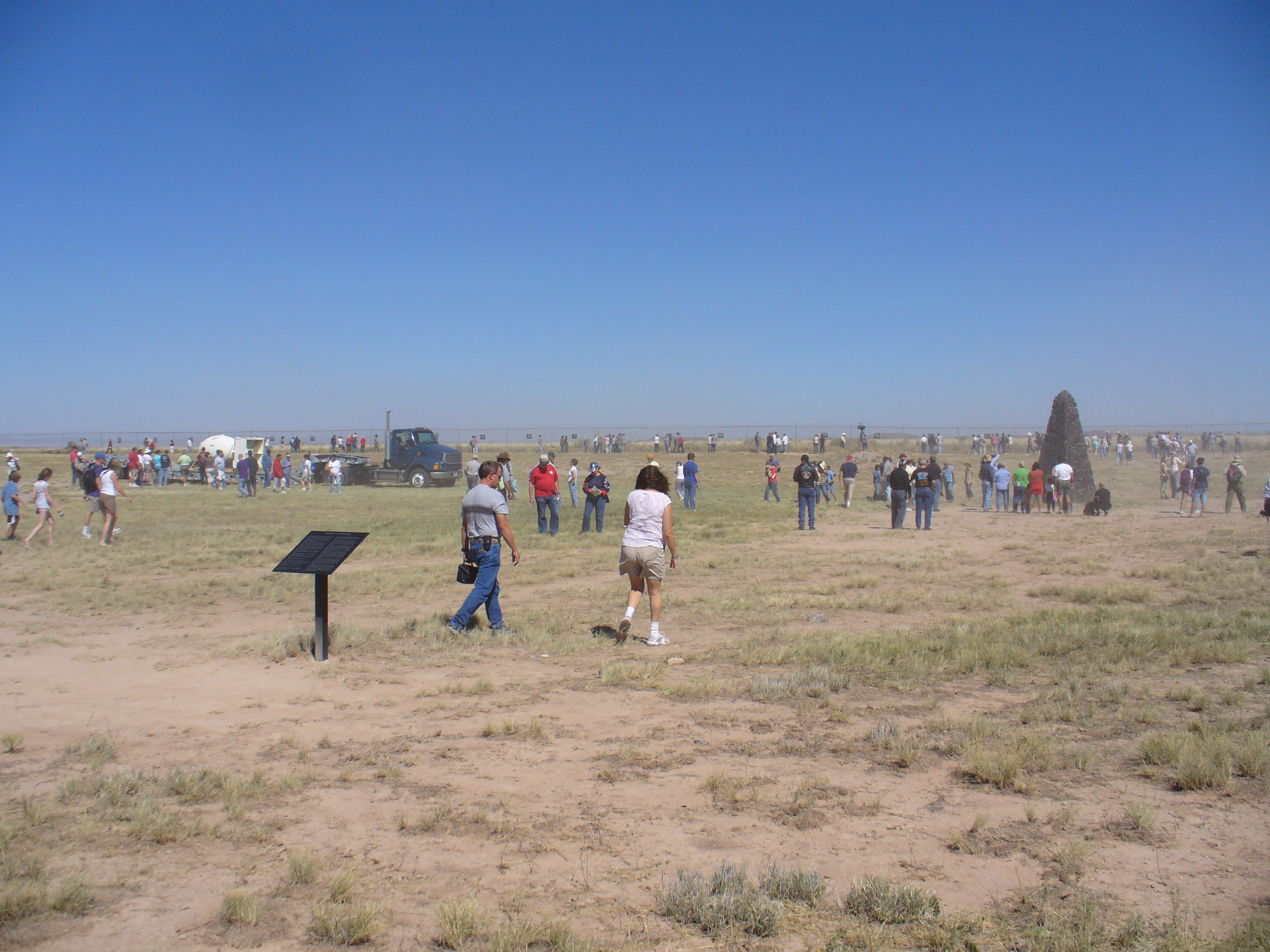
グラウンド・ゼロ オベリスク様の記念碑とファットマンの模型が見られる
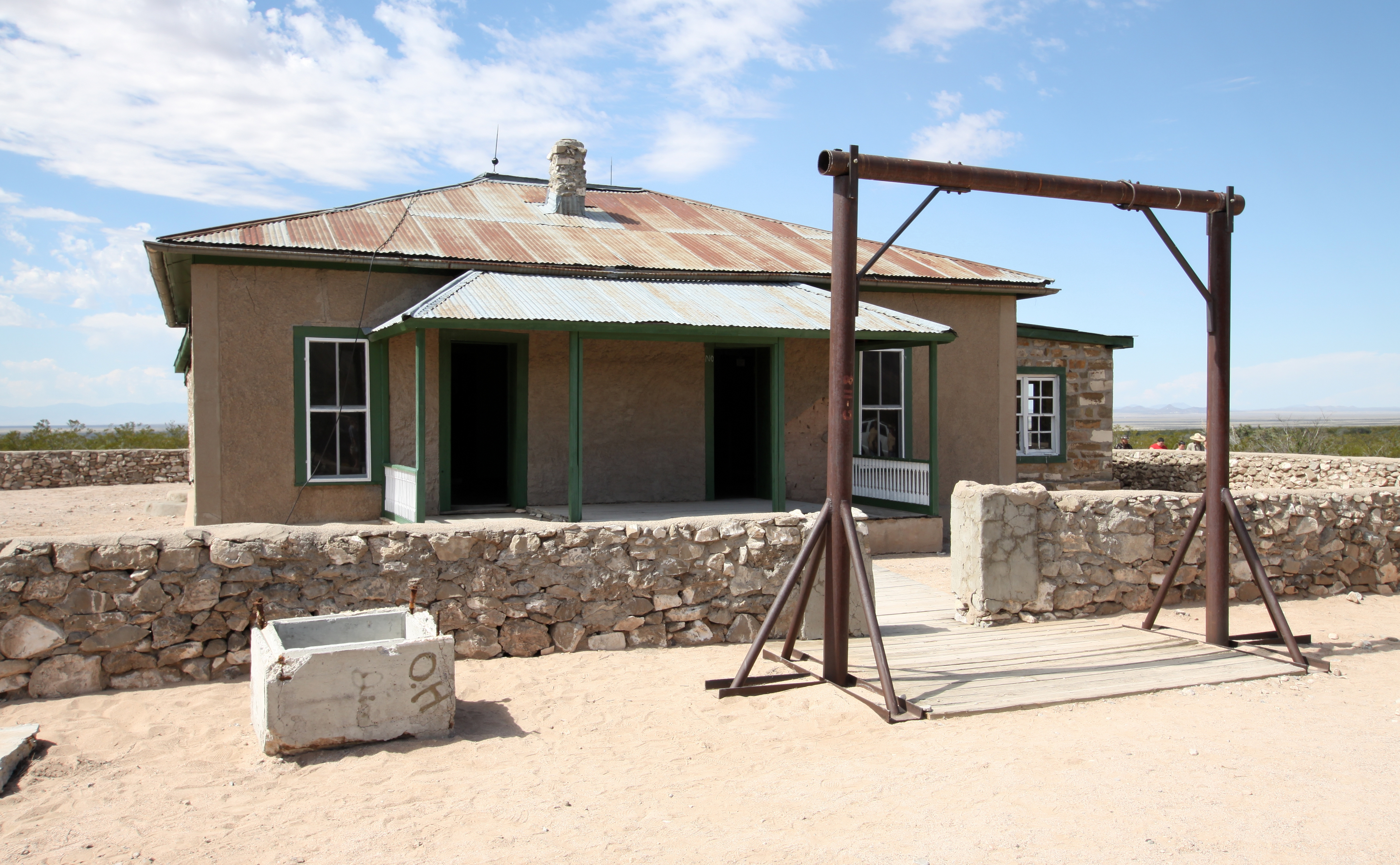
マクドナルド・ランチ・ハウス。家の寝室であった部屋でプルトニウムコアの組み込みが行われた。

## 放射性降下物と被曝調査

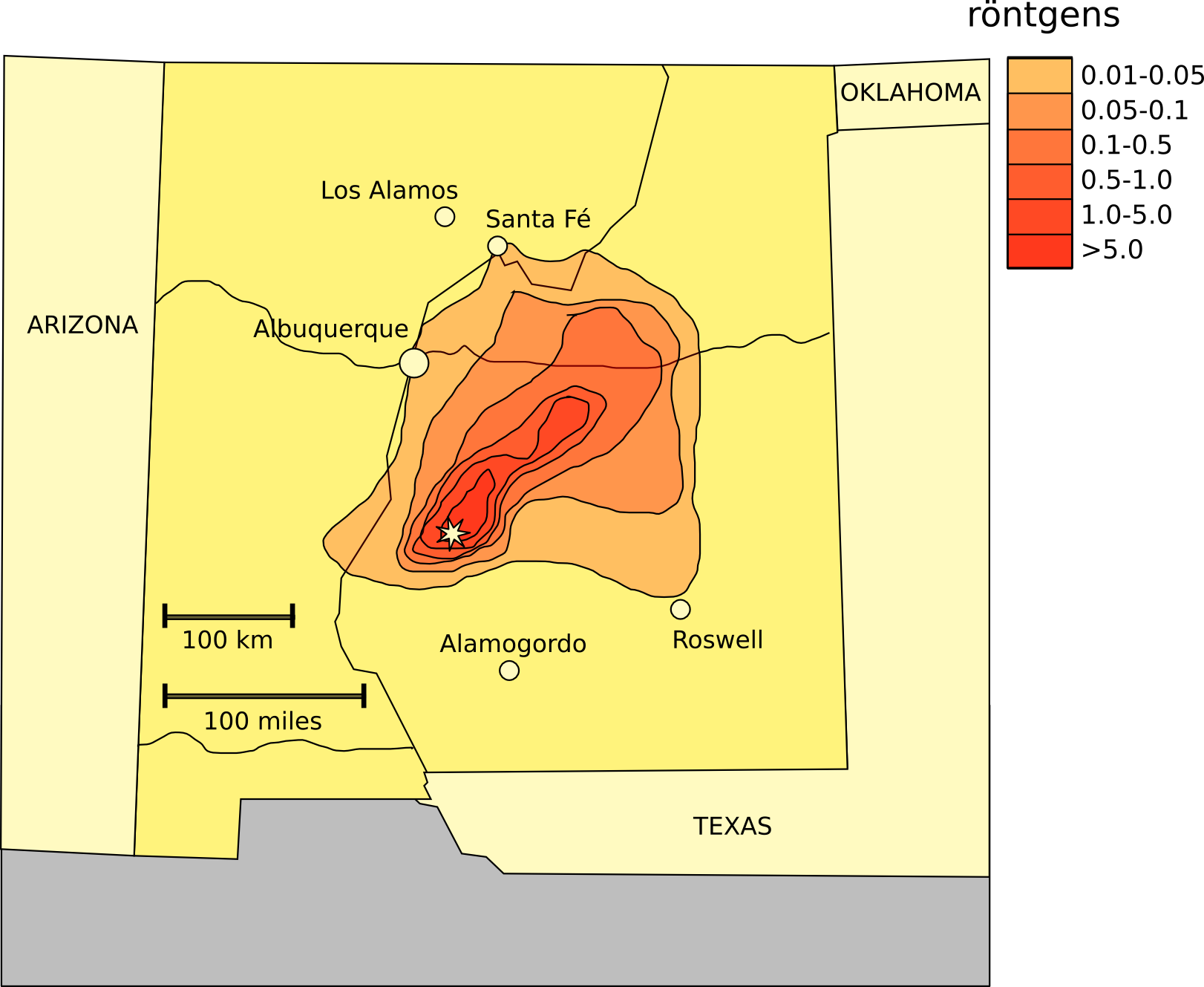
トリニティ実験場付近での放射性降下物の分布。放射能を含んだ雲は高レベルの放射線を放射しながら北東へ移動した。値は照射線量で、単位はレントゲン。（ロスアラモス国立研究所 LA-1027-Del.）

一般に核爆発が地表または地表近くで起き、火球が地表に達するような場合には多くの放射性降下物が生成される。レーダー信管により上空500-600 m で爆発させた広島・長崎と比べ、トリニティの爆発は地上30 m に過ぎなかった。
戦後のネバダ州における核実験と異なり、トリニティ実験が行われたニューメキシコ州の爆心地の風下にいた「ダウンウィンダー」(downwinder) と呼ばれる被曝の可能性がある住民は、1990年の放射線被曝補償法 (Radiation Exposure Compensation Act, RECA) の対象から除外されているが、トリニティ実験場付近の住民は長年に亘り、判然としないがんの発症例がニューメキシコ州南中部一帯で繰り返し発生し、それにより多くの住民が死亡していると主張した。また、政府に対して核実験の放射線量の影響を判断するよう求めた。これに対して2008年に未公表の報告草案がまとめられたが、推計が含まれており住民が納得できるものではなかった。こうした中、2014年9月、実験当時にニューメキシコ州に居住していた住民を訪ね、実験によって汚染された食物の摂取による内部被曝の影響をアメリカ国立がん研究所 (NCI) で調査することとなった。2020年に NCI が公表した結果では、種々の仮定を含み不確定性が大きいものの、これまでの75年間で甲状腺がんをはじめとする数百件の過剰ながんの発生に繋がったと推計された。これらは爆心地の風下を中心としたニューメキシコ州の5つの郡に集中していた。
最も近隣の住民は爆心地から19マイル（約30 km）のところに住んでいたが、いずれの住民にも実験について事前の警告はなく避難も行われなかった。それが核実験であったことは広島後まで公表されず、被曝の可能性についても伏せられた。また、当時の観測データは極めて限定的なもので、長距離での放射性降下物を追跡する体制は実質的に存在していなかった。半径150マイル（約240 km）に暮らす住民の数はおよそ50万人であったが、当時、大集団に対する低線量被曝の影響について真剣に考えられたことはなかった。2023年の研究で、当時の気象データをもとに再構築された大気モデルを用いて、トリニティ実験を含むアメリカ国内の核実験の放射性降下物の伝播の様子が推計された。最初北東部へと広がった降下物は、爆発から10日以内にアメリカ46州、およびカナダ、メキシコに達したことが見出だされ、不確実性は高いとしつつもニューメキシコ州の放射性降下物による汚染はネバダ州と同等レベルに達した可能性があることが示された。